# 2011年缅甸地震
2011年缅甸地震是当地时间2011年3月24日晚发生在缅甸东北部掸邦境内一次地震。美国地质调查局给出的初步结果是震级6.8级，震源深度10公里；中国地震台网中心给出的震级为7.2级，震源深度20公里；緬甸軍政府則認爲是7.0級。震中距离中国云南省边境地区大约80公里。中国云南、广西等地均有明显震感。